# Other People's Songs
Other People's Songs es el décimo álbum del dueto inglés de synth pop Erasure, el cual está constitutido sólo de covers, producido y publicado en 2003. Fue producido por el dueto y el ingeniero Gareth Jones, uno de sus colaboradores más frecuentes, además de que contó con la colaboración de Dave Bascombe.
El álbum fue concebido originalmente como un proyecto solista de Andy Bell, pero cuando pidió colaboración de Vince Clarke acabó convirtiéndose en su décimo álbum de estudio como dueto.
"Solsbury Hill", primer sencillo del álbum, le dio a Erasure su primer éxito en el Top Ten británico tras nueve años de ausencia. El álbum alcanzó el puesto 17 del ranking británico.

## Listado de canciones
El álbum apareció en tres formatos, el estándar en disco compacto, en disco de vinilo y en casete de cinta magnética de audio. Fue el último álbum de Erasure que apareció en formato de vinilo.
Edición en CD
| Other People's Songs |                                                                     |                                           |          |  |
| N.º                  | Título                                                              | Escritor(es)                              | Duración |  |
| 1.                   | «Solsbury Hill» (Peter Gabriel)                                     | Peter Gabriel                             | 4:20     |  |
| 2.                   | «Everybody's Got to Learn Sometime» (The Korgis)                    | James Warren                              | 3:20     |  |
| 3.                   | «Make Me Smile (Come Up and See Me)» (Steve Harley & Cockney Rebel) | Steve Harley                              | 3:56     |  |
| 4.                   | «Everyday» (Buddy Holly)                                            | Norman Petty y Buddy Holly                | 1:59     |  |
| 5.                   | «When Will I See You Again» (The Three Degrees)                     | Kenneth Gamble y Leon Huff                | 2:58     |  |
| 6.                   | «Walking in the Rain» (The Ronettes)                                | Barry Mann, Cynthia Weil y Phil Spector   | 2:47     |  |
| 7.                   | «True Love Ways» (Buddy Holly)                                      | Norman Petty y Buddy Holly                | 3:06     |  |
| 8.                   | «Ebb Tide» (The Righteous Brothers)                                 | Robert Maxwell y Carl Sigman              | 3:06     |  |
| 9.                   | «Can't Help Falling in Love» (Elvis Presley)                        | George David Weiss y Hugo & Luigi         | 3:27     |  |
| 10.                  | «You've Lost That Lovin' Feelin'» (The Ronettes)                    | Barry Mann, Cynthia Weil y Phil Spector   | 3:58     |  |
| 11.                  | «Goodnight» (Cliff Eberhardt)                                       | Cliff Eberhardt                           | 4:08     |  |
| 12.                  | «Video Killed the Radio Star» (The Buggles)                         | Geoff Downes, Trevor Horn y Bruce Woolley | 3:49     |  |

| Pistas adicionales en la edición japonesa |                                                   |          |  |
| N.º                                       | Título                                            | Duración |  |
| 13.                                       | «Solsbury Hill» (37B Mix)                         | 4:57     |  |
| 14.                                       | «Solsbury Hill» (Manhattan Clique Extended Remix) | 7:19     |  |
| 15.                                       | «Video Killed the Radio Star» (37B Mix)           | 3:49     |  |

Edición en LP
Fue el último álbum de Erasure que apareció en formato de vinilo, el cual se publicó sólo en Europa.

| Lado A |                                      |          |  |
| N.º    | Título                               | Duración |  |
| 1.     | «Solsbury Hill»                      | 4:20     |  |
| 2.     | «Everybody's Got to Learn Sometime»  | 3:20     |  |
| 3.     | «Make Me Smile (Come Up and See Me)» | 3:56     |  |
| 4.     | «Everyday»                           | 1:59     |  |
| 5.     | «When Will I See You Again»          | 2:58     |  |
| 6.     | «Walking in the Rain»                | 2:47     |  |

| Lado B |                                   |          |  |
| N.º    | Título                            | Duración |  |
| 1.     | «True Love Ways»                  | 3:06     |  |
| 2.     | «Ebb Tide»                        | 3:06     |  |
| 3.     | «Can't Help Falling in Love»      | 3:27     |  |
| 4.     | «You've Lost That Lovin' Feelin'» | 3:58     |  |
| 5.     | «Goodnight»                       | 4:08     |  |
| 6.     | «Video Killed the Radio Star»     | 3:49     |  |

## Créditos
- Productores: Andy Bell, Vince Clarke y Gareth Jones.
- Masterizado por: Mike Marsh en The Exchange.
- Coros: Ann-Marie Gilkes y Emma Whittle
- Voz de robot en Video Killed The Radio Star: Mick Martin -hermano de Vince Clarke-.
- Arte: a plus+ design.
- Temas 1, 2, 3 y 10 producción adicional y mezcla: Dave Bascombe.
  - Programación, silbatos y campanas: Martyn Phillips.
- Tema 4 mezclado por: Dave Bascombe.
- Temas 5 y 9 producción adicional y mezcla: FAF para Cap-Com Music. Staggman en the Controls.
- Temas 6 y 8 producción adicional y mezcla: the Dark Brothers.
- Temas 7 y 12 ingeniero de mezcla: Ebby Acquah.